# 和坪铁路
和坪铁路，位于吉林省延邊朝鮮族自治州和龍市，起自和龙铁路和龙站，至南坪镇站。線路地處長白山區，為南北走向。
朝鮮茂山鐵礦具有儲量大，品位高等優點，它的開發可以有效解決中国國優質鐵礦石資源短缺的問題。本线未来将南坪口岸连接至中国東北鐵路運輸網，為茂山鐵礦的大規模開采創造了條件。

## 线路
共有28组道岔、20座桥梁、8个隧道，其中最大道岔是白和线97公里的18号高速道岔，全长74.3米；最大桥梁为海兰江特大桥，全长1704米；小岭隧道全长为7929米，为东北三省最长隧道。另有前往和龙铁路白河站方向的联络线，全长3.082公里，新设和南村、富兴线路所。
到發線有效長度：650米，預留880米條件
機車類型：DF4D
牽引質量：1500噸
线路尽头預留延伸至朝鲜茂山站的條件。

## 历史
由中铁十九局南坪项目经理部承建，2009年8月开始动工建设。
2012年12月18日，建成通車。